# Cusano Mutri
Cusano Mutri est une commune italienne de la province de Bénévent, dans la région Campanie.

## Administration
| Période                                  | Période | Identité | Étiquette | Qualité |
| ---------------------------------------- | ------- | -------- | --------- | ------- |
|                                          |         |          |           |         |
| Les données manquantes sont à compléter. |         |          |           |         |

### Hameaux
Civitella Licinio, Bocca della Selva

### Communes limitrophes
Cerreto Sannita, Faicchio, Gioia Sannitica, Guardiaregia, Piedimonte Matese, Pietraroja, San Lorenzello, San Potito Sannitico

## Sports
L'ascension vers la Bocca della Selva (1 392 m), classée en première catégorie, fut au programme de l'arrivée de la 10e étape du Giro 2024. L'étape a été remportée par Valentin Paret-Peintre.